# قواعد اللغة الفارسية
دستور زبان فارسی عبارة فارسية تعني «قواعد اللغة الفارسية» وهي لغة يُتكلَّم بلهجاتها في إيران وأفغانستان وطاجيكستان وغيرها من الدول. اللغة الفارسية أصبحت لغة تحليلية أكثر عندما كانت في بداية مراحل كونها اللغة الفارسية الوسطى، حيث قلَّ عدد الحالات واختفى الجنس النحوي من اللغة، مما جعل الفارسية أحد اللغات الهندأوربية القليلة التي لا تحتوي على جنس في قواعدها.

## ترتيب الكلمات
الترتيب المعياري في اللغة الفارسية هو فاعل-مفعول-فعل؛ لكن بسبب كون اللغة الفارسية، كما هو الحال في اللغة العربية، لغة تسمح بحذف ضمائر المتكلم (مثل أنا، أنتم، هم)، فإن الفاعل عادة ما يتم حذف، حيث يُمكن الدلالة عليه من خلال تصريف الفعل آخر الجملة.
- من کتاب آبی را ديدم: «أنا رأيت الكتاب الأزرق»
- کتاب آبی را دیدم: «رأيت الكتاب الأزرق»

الجملة الرئيسية عادة تسبق الجملة تابعة، غالبًا باستخدام الحرف المعروف في العديد من اللغات الهندأوربية كه.
- به من گفت که امروز نمی‌آید: «أخبَرَني بأنه لن يأتي اليوم»

أداة الاستفهام (آيا) تُستخدم لخلق الأسئلة التصديقية (الأسئلة القطبية التي يُجاب عليها إما بنعم أو بلا) في الكتابة وتوضع في بداية الجملة. المغيرات النحوية كالصفات طبيعيًّا توضع بعد الأسماء باستخدام ما يُسمَّة بالإضافة (بالفارسية: اضافه)، ولكن من الممكن أن تسبق الأسماء. الفارسية هي إحدى لغات فا-م-ف القليلة التي تستعمل حروف الإضافة (تُشابه حروف الجر في اللغة العربية). أداة الإعراب الوحيدة في اللغة الفارسية هي را (باللغة المحكيَّة رو /ro/ أو أو /o/)، وتتبع المفعول به، وتشابه قليلًا حالة النصب في حال المفعول به في اللغة العربية.
- کتاب آبی را از کتابخانه گرفت: «أخذ الكتابَ الأزرق من المكتبة»

الجمل الطبيعيَّة تخضع لترتيب فاعل-حرف إضافة-مفعول-فعل. إذا كان المفعول محدَّدًا فإن الترتيب يكون «(فاعل) (مفعول + را) (حرف إضافة) فعل» (الأقواس الدائرية تعني أن هذا الجزء اختياري). رغم ذلك، اللغة الفارسية تملك ترتيبًا حرًّا نسبيًّا، لأن أجزاء الكلام عمومًا لا لبس فيها وحروف الإضافة والنصب علامات تساعد على إزالة الغموض في الجمل الاسميَّة. هذا سنح لخلق ترتيب حر بشكل كبير في اللغة مما أدى أيضًا إلى تسهيل خلق القوافي والسجوع الشعريَّة.

## أدوات التعريف والتنكير
في الكتابة، لا يوجد أداة تعريف (ال)، ولكن يُستدل عليها بغياب أدوات التنكير. ولكن في اللغة المحكية فإن تنبير اللاحقة «ـه» تدل عادة على التعريف.
- لغة كتابية: کتاب روی میز است: «الكتاب على الطاولة»
- لغة محكية: کتابه روی میزه: «الكتاب على الطاولة»

في حالة الجمع فإن أداة الجمع التعريفية «ها» تعمل كأداة جمع وكأداة تعريف.
أداة التنكير في اللغة المكتوبة والمحكية هي الرقم واحد «يك»، الذي عادة ما يُختصر لـ«يه»
- روی میز یک کتاب است: «على الطاولة هناك كتاب (واحد)».

## الأسماء

### الجنس
الأسماء والضمائر الفارسية لا تملك جنسًا نحويًّا. حتى في الكلمات المأخوذة من العربية لا يوجد اعتبار للجنس في اللغة الفارسية

### الجمع
جميع الأسماء يمكن جمعها عن طريق اللاحقة «ها» الذي تتبع الاسم ولا تغيِّر شكله. صيغ الجمع تستخدم في أحيان أقل من اللغة العربية ولا تستخدم بعد الأرقام أو بعد زیاد 'العديد (من)' أو بسیار (ی) "besyār(ī). الـ«ها» تُستخدم فقط عندما يكون الاسم معرفة ولا يسبقه رقم.
- سه تا کتاب: «ثلاثة كتب»
- بسيارى کتاب: 'العديد من الكتب'
- کتابهای بسیار: 'العديد من الكتب'
- کتاب‌ها: «الكتب»
- من کتاب رو دوست دارم: «أنا أحب الكتاب»
- آنها دانشجو هستن: «هؤلاء/أولئك طلاب»
- آنها دانشجوها هستن: «هؤلاء/أولائك هم الطلاب»

في اللغة المحكية، عندما تنتهي الأسماء أو الضمائر بحرف ساكن، يتم اختصار «ها» إلى «ـا» فقط.
- مكتوبة: آنها: «هُم/أولئك»
- محكية: أونا: «هم/أولئك»

في اللغة الأدبية، أسماء الحيوانات تستعمل اللاحقة «ان» (أو إحدها أنواعها «گان» و«يان») للجمع، ولكن «ها» أكثر استخدامًا في اللغة المحكيَّة.
- أدبية: پرندگان: 'الطيور'
- محكية: پرندهها: 'الطيور'

الأسماء المستعارة من اللغة العربية عادة ما يكون لها جمع مختلف استثنائي مثل إضافة لاحقة جمع المؤنث السالم «ات» أو جمع التكسير. الأسماء العربية يُمكن أن تأخذ لواحق الجمع الفارسية، ولكن الجمع العربي عادة ما يكون أشيع وأكثر استخدامًا.

### الحالات
هناك حالاتان في اللغة الفارسية: الرفع (حالة الفاعل) أو النصب (حالة المفعول). عندما لا يعلم الاسم شيء فهو في حالة الفاعل، ولكن حينما يتبعه «را» فهو إذن في حالة المفعول.
- فاعل: کتاب آنجاست / کتابها آنجایند (الكتاب هناك/ الكتب هناك')

المواد غير الحيَّة لا تتطلب تصاريف مجموعة من الأفعال، خاصة في اللغة المحكية، م. كتاب‌ها آنجاست.
- مفعول به: کتاب را بده به من: «أعطني الكتابَ»
- حيازة باستخدام اضافه: کتابِ علی: «كتاب علي» (لاحظ الكسرة في نهاية كلمة كتاب؛ الكسرة هي علامة الإضافة في اللغة الفارسية)

## الضمائر

### ضمائر المتكلم والمخاطب والغائب
| الشخص | المفرد                                          | الجمع                                           |
| ----- | ----------------------------------------------- | ----------------------------------------------- |
| 1     | مَن                                              | ما                                              |
| 2     | تو                                              | شُما                                             |
| 3     | أو (إنسان) آن (غير إنسان) وِى* (إنسان فقط، أدبي) | آنہا (غير إنسان/إنسان), ایشان (إنسان فقط ورسمي) |

* نادرًا ما تستخدم
| الشخص | المفرد              | الجمع                    |
| ----- | ------------------- | ------------------------ |
| 1     | مَن                  | ما                       |
| 2     | تو                  | شُما                      |
| 3     | u أو ایشان* (فخرية) | آنها/اونا، ایشان (فخرية) |

* تستخدم صيغة جمع الشخص الثالث

### محددات الملكية
| الشخص | المفرد | الجمع |
| ----- | ------ | ----- |
| 1     | ـم     | ـمان  |
| 2     | ـت     | ـتان  |
| 3     | ـش     | ـشان  |

| الشخص | المفرد | الجمع |
| ----- | ------ | ----- |
| 1     | -م     | -مون  |
| 2     | -ت     | -تون  |
| 3     | -ش     | -شون  |

## الأفعال
| الشخص | المفرد | الجمع |
| ----- | ------ | ----- |
| 1     | ـم     | ـیم   |
| 2     | ـی     | ـید   |
| 3     | ـد     | -ـند  |

| الشخص | المفرد | الجمع   |
| ----- | ------ | ------- |
| 1     | ـم     | ـيم     |
| 2     | ـي     | ـيد/ـين |
| 3     | ـه     | ـن      |

* في الماضي الفعل نفسه فقط يُستخدم دون أية إضافة